# Hugh Coles
Hugh Coles (* 1992) ist ein britischer Schauspieler.

## Leben
Coles besuchte die London Academy of Music and Dramatic Art, von der er 2017 graduierte.
Coles gab sein Filmdebüt 2018 als „Rex“ in The Festival. Im selben Jahr trat er auch in kleineren Rollen in Urban Myths und Doc Martin auf. Er trat als Liam Mingay in der britischen Sitcom Defending the Guilty auf. Coles war regelmäßiger Gast der Channel 5-Fernsehsendung NFL End Zone.
Er war an der Originalproduktion von „Zurück in die Zukunft: Das Musical“ beteiligt, die 2020 im Manchester Opera House und 2021–2022 im Adelphi Theatre in London lief. Für seine Darstellung des George McFly erhielt er 2022 den WhatsOnStage Award for Best Supporting Actor in a Male Identifying Role.
2023 war er auch an der Broadway-Produktion des Musicals am Winter Garden Theatre, New York, beteiligt.

## Filmografie (Auswahl)
- 2018: The Festival
- 2018: Urban Myths
- 2018–2019: Defending the Guilty
- 2024: The Beast Within
- 2024: Rentierbaby (Baby Reindeer)
- 2025: My Oxford Year